# Micrurapteryx fumosella
Micrurapteryx fumosella är en fjärilsart som beskrevs av Kuznetzov och Tristan 1985. Micrurapteryx fumosella ingår i släktet Micrurapteryx och familjen styltmalar. Inga underarter finns listade i Catalogue of Life.